# Vor- und Nachbörse
Unter Vor- und Nachbörse (englisch premarket dealing, after-hours dealing) versteht man im Börsenwesen der vor Börsenbeginn und nach Börsenschluss stattfindende außerbörsliche Handel.

## Allgemeines
Bei Börsen ist auch die Börsenzeit festgelegt, während der ein Börsenhandel stattfindet. Vor Börsenbeginn gibt es die Vorbörse, nach Börsenschluss die Nachbörse. Vor- und Nachbörse haben jedoch nichts mit der offiziellen Börse zu tun, weil sie außerhalb der Börsenzeit und auch nicht auf dem Börsenparkett stattfinden und nicht der Börsenaufsicht unterliegen. Der Handel findet über elektronische Handelssysteme der beteiligten Marktteilnehmer statt, nicht jedoch über die Handelssysteme der Börsen.

## Wirtschaftliche Aspekte
Marktteilnehmer der Vor- und Nachbörse sind ausschließlich Broker, Effektenhändler, Kreditinstitute, Trader oder institutionelle Anleger, die direkt Wertpapierorders miteinander abschließen, ohne die – geschlossene – Börse einzuschalten. Die Vorbörse kann ein guter Indikator für den späteren Börsenhandel am selben Handelstag sein, die Tendenz der Nachbörse wiederum kann Hinweise auf den nächsten Handelstag der Börse geben.
Die Marktliquidität ist im außerbörslichen Handel der Vor- und Nachbörse eingeschränkt, so dass eine geringere Marktbreite und entsprechende Marktenge vorliegen kann.